# Amphiscolops blumi
Amphiscolops blumi är en plattmaskart som beskrevs av Achatz, Hooge och Tyler 2007. Amphiscolops blumi ingår i släktet Amphiscolops och familjen Convolutidae. Inga underarter finns listade i Catalogue of Life.